# Irale Valamudi, Somvarpet
Irale Valamudi là một làng thuộc tehsil Somvarpet, huyện Kodagu, bang Karnataka, Ấn Độ.